# Seven de la República Femenino Juvenil 2021
El Seven de la República Femenino Juvenil de 2021 fue la segunda edición del torneo de rugby 7 de fin de temporada para las selecciones femeninas juveniles de las uniones regionales afiliadas a la Unión Argentina de Rugby. Se llevó a cabo en la ciudad de Paraná, Provincia de Entre Ríos, el 27 y 28 de noviembre de 2021 en El Plumazo y La Tortuguita, sedes del Club Atlético Estudiantes y Paraná Rowing Club, respectivamente.
En marzo de 2020 la Unión Argentina de Rugby decidió postergar la disputa del quinto Seven de la República Femenino debido a la pandemia de covid-19, habiendo sido originalmente programado a disputarse el 21 y 22 de noviembre de 2020. La nueva fecha elegida fue el 4 y 5 de diciembre de 2021, volviendo en disputarse en conjunto con el Seven de la República Masculino y con el apoyo del gobierno provincial entrerriano. Finalmente, en agosto de 2021, se decidió que el Seven de la República Femenino y el Seven de la República Masculino se disputarían en fechas distintas, tal como había sido el caso en 2019.
El seleccionado de la Unión de Rugby de Misiones alcanzó un resultado histórico al conquistar su primer título, venciendo 19-17 en la final a las campeonas defensoras, la Unión de Rugby de Tucumán, a través de un try en el último minuto del partido. Este trofeo es considerado uno de los máximos logros del rugby de la Provincia de Misiones.

## Equipos participantes
Participaron de esta edición las selecciones de doce uniones regionales argentinas, las cuales clasificaron a través de su desempeño en torneos regionales y según su cantidad de jugadoras fichadas.
| Equipo       | Unión                                                | Vía de clasificación                    |
| ------------ | ---------------------------------------------------- | --------------------------------------- |
| Alto Valle   | Unión de Rugby del Alto Valle de Río Negro y Neuquén | Cantidad de fichajes.                   |
| Andina       | Unión Andina de Rugby                                | Campeón del Torneo Regional Oeste.      |
| Austral      | Unión de Rugby Austral                               | Campeón del Torneo Regional Patagónico. |
| Buenos Aires | Unión de Rugby de Buenos Aires                       | Cantidad de fichajes.                   |
| Córdoba      | Unión Cordobesa de Rugby                             | Cantidad de fichajes.                   |
| Entre Ríos   | Unión Entrerriana de Rugby                           | Campeón del Torneo Regional Centro.     |
| Jujuy        | Unión Jujeña de Rugby                                | Cantidad de fichajes.                   |
| Misiones     | Unión de Rugby de Misiones                           | Campeón del Torneo Regional NEA.        |
| Oeste        | Unión de Rugby del Oeste de Buenos Aires             | Campeón del Torneo Regional Pampeano.   |
| Rosario      | Unión de Rugby de Rosario                            | Cantidad de fichajes.                   |
| Salta        | Unión de Rugby de Salta                              | Cantidad de fichajes.                   |
| Tucumán      | Unión de Rugby de Tucumán                            | Campeón del Torneo Regional NOA.        |

Jujuy y Rosario participaron por primera vez del torneo.

## Formato
Los doce equipos fueron divididos en cuatro grupos de tres equipos cada uno. Cada grupo se resolvió con el sistema de todos contra todos a una sola ronda; la victoria otorgando 2 puntos, el empate 1 y la derrota 0 puntos.
Esta temporada introdujo un nuevo formato para la fase final: solamente los primeros de cada grupo clasificaron a la Copa de Oro, mientras que los segundos clasifican directamente a la Copa de Plata y los terceros a la nueva Copa de Bronce. Todas las copas son a eliminación directa y comienzan en semifinales, disputando partidos por el 3.° puesto en cada copa. Este nuevo formato elimina la instancia de cuartos de final, garantizando que cada equipo dispute cuatro partidos en total.

## Fase de grupos

### Zona 5
| Pos. | Equipos    | Partidos | Partidos | Partidos | Tantos | Tantos | Tantos | Pts. |
| Pos. | Equipos    | G        | E        | P        | PF     | PC     | DP     | Pts. |
| ---- | ---------- | -------- | -------- | -------- | ------ | ------ | ------ | ---- |
| 1.°  | Tucumán    | 2        | 0        | 0        | 77     | 0      | +77    | 4    |
| 2.°  | Alto Valle | 1        | 0        | 1        | 50     | 25     | +25    | 2    |
| 3.°  | Jujuy      | 0        | 0        | 2        | 0      | 102    | -102   | 0    |

|  | Clasifica a Copa de Oro    |
|  | Clasifica a Copa de Plata  |
|  | Clasifica a Copa de Bronce |

| 27 de noviembre | Tucumán | 52 - 0  | Jujuy | CA Estudiantes, Paraná |  |
|                 |         | Reporte |       |                        |  |

| 27 de noviembre | Alto Valle | 50 - 0  | Jujuy | CA Estudiantes, Paraná |  |
|                 |            | Reporte |       |                        |  |

| 27 de noviembre | Tucumán | 25 - 0  | Alto Valle | Paraná Rowing Club, Paraná |  |
|                 |         | Reporte |            |                            |  |

### Zona 6
| Pos. | Equipos  | Partidos | Partidos | Partidos | Tantos | Tantos | Tantos | Pts. |
| Pos. | Equipos  | G        | E        | P        | PF     | PC     | DP     | Pts. |
| ---- | -------- | -------- | -------- | -------- | ------ | ------ | ------ | ---- |
| 1.°  | Misiones | 2        | 0        | 0        | 69     | 5      | +64    | 4    |
| 2.°  | Austral  | 1        | 0        | 1        | 53     | 31     | +22    | 2    |
| 3.°  | Rosario  | 0        | 0        | 2        | 0      | 86     | -86    | 0    |

|  | Clasifica a Copa de Oro    |
|  | Clasifica a Copa de Plata  |
|  | Clasifica a Copa de Bronce |

| 27 de noviembre | Austral | 5 - 31  | Misiones | CA Estudiantes, Paraná |  |
|                 |         | Reporte |          |                        |  |

| 27 de noviembre | Rosario | 0 - 38  | Misiones | CA Estudiantes, Paraná |  |
|                 |         | Reporte |          |                        |  |

| 27 de noviembre | Austral | 48 - 0  | Rosario | Paraná Rowing Club, Paraná |  |
|                 |         | Reporte |         |                            |  |

### Zona 7
| Pos. | Equipos    | Partidos | Partidos | Partidos | Tantos | Tantos | Tantos | Pts. |
| Pos. | Equipos    | G        | E        | P        | PF     | PC     | DP     | Pts. |
| ---- | ---------- | -------- | -------- | -------- | ------ | ------ | ------ | ---- |
| 1.°  | Entre Ríos | 2        | 0        | 0        | 41     | 20     | +21    | 4    |
| 2.°  | Córdoba    | 1        | 0        | 1        | 15     | 27     | -12    | 2    |
| 3.°  | Andina     | 0        | 0        | 2        | 20     | 29     | -9     | 0    |

|  | Clasifica a Copa de Oro    |
|  | Clasifica a Copa de Plata  |
|  | Clasifica a Copa de Bronce |

| 27 de noviembre | Córdoba | 5 - 22  | Entre Ríos | CA Estudiantes, Paraná |  |
|                 |         | Reporte |            |                        |  |

| 27 de noviembre | Andina | 15 - 19 | Entre Ríos | CA Estudiantes, Paraná |  |
|                 |        | Reporte |            |                        |  |

| 27 de noviembre | Córdoba | 10 - 5  | Andina | Paraná Rowing Club, Paraná |  |
|                 |         | Reporte |        |                            |  |

### Zona 8
| Pos. | Equipos      | Partidos | Partidos | Partidos | Tantos | Tantos | Tantos | Pts. |
| Pos. | Equipos      | G        | E        | P        | PF     | PC     | DP     | Pts. |
| ---- | ------------ | -------- | -------- | -------- | ------ | ------ | ------ | ---- |
| 1.°  | Oeste        | 2        | 0        | 0        | 55     | 5      | +50    | 4    |
| 2.°  | Buenos Aires | 1        | 0        | 1        | 15     | 38     | -23    | 2    |
| 3.°  | Salta        | 0        | 0        | 2        | 5      | 32     | -27    | 0    |

|  | Clasifica a Copa de Oro    |
|  | Clasifica a Copa de Plata  |
|  | Clasifica a Copa de Bronce |

| 27 de noviembre | Oeste | 22 - 0  | Salta | CA Estudiantes, Paraná |  |
|                 |       | Reporte |       |                        |  |

| 27 de noviembre | Buenos Aires | 10 - 5  | Salta | CA Estudiantes, Paraná |  |
|                 |              | Reporte |       |                        |  |

| 27 de noviembre | Oeste | 33 - 5  | Buenos Aires | Paraná Rowing Club, Paraná |  |
|                 |       | Reporte |              |                            |  |

## Fase final

### Copa de Oro
|  | Semifinales | Semifinales | Semifinales |          |         | Final Oro        | Final Oro        | Final Oro        |  |
|  |             |             |             |          |         |                  |                  |                  |  |
|  |             |             |             |          |         |                  |                  |                  |  |
|  | Tucumán     | Tucumán     | 25          |          |         |                  |                  |                  |  |
|  | Tucumán     | Tucumán     | 25          |          |         |                  |                  |                  |  |
|  | Oeste       | Oeste       | 7           |          |         |                  |                  |                  |  |
|  | Oeste       | Oeste       | 7           |          | Tucumán | Tucumán          | 17               |                  |  |
|  |             |             |             |          | Tucumán | Tucumán          | 17               |                  |  |
|  |             |             | Misiones    | Misiones | 19      |                  |                  |                  |  |
|  | Misiones    | Misiones    | Misiones    | Misiones | 19      | 33               |                  |                  |  |
|  | Misiones    | Misiones    |             |          |         | 33               |                  |                  |  |
|  | Entre Ríos  | Entre Ríos  | 0           |          |         | Final 3.° puesto | Final 3.° puesto | Final 3.° puesto |  |
|  | Entre Ríos  | Entre Ríos  | 0           |          |         | Final 3.° puesto | Final 3.° puesto | Final 3.° puesto |  |
|  |             |             |             |          |         |                  |                  |                  |  |
|  |             |             |             |          |         | Oeste            | Oeste            | 17               |  |
|  |             |             |             |          |         | Oeste            | Oeste            | 17               |  |
|  |             |             |             |          |         | Entre Ríos       | Entre Ríos       | 0                |  |
|  |             |             |             |          |         | Entre Ríos       | Entre Ríos       | 0                |  |
|  |             |             |             |          |         |                  |                  |                  |  |

### Copa de Plata
|  | Semifinales  | Semifinales  | Semifinales |         |            | Final Plata      | Final Plata      | Final Plata      |  |
|  |              |              |             |         |            |                  |                  |                  |  |
|  |              |              |             |         |            |                  |                  |                  |  |
|  | Alto Valle   | Alto Valle   | 21          |         |            |                  |                  |                  |  |
|  | Alto Valle   | Alto Valle   | 21          |         |            |                  |                  |                  |  |
|  | Buenos Aires | Buenos Aires | 5           |         |            |                  |                  |                  |  |
|  | Buenos Aires | Buenos Aires | 5           |         | Alto Valle | Alto Valle       | 35               |                  |  |
|  |              |              |             |         | Alto Valle | Alto Valle       | 35               |                  |  |
|  |              |              | Córdoba     | Córdoba | 10         |                  |                  |                  |  |
|  | Austral      | Austral      | Córdoba     | Córdoba | 10         | 5                |                  |                  |  |
|  | Austral      | Austral      |             |         |            | 5                |                  |                  |  |
|  | Córdoba      | Córdoba      | 10          |         |            | Final 7.° puesto | Final 7.° puesto | Final 7.° puesto |  |
|  | Córdoba      | Córdoba      | 10          |         |            | Final 7.° puesto | Final 7.° puesto | Final 7.° puesto |  |
|  |              |              |             |         |            |                  |                  |                  |  |
|  |              |              |             |         |            | Buenos Aires     | Buenos Aires     | 0                |  |
|  |              |              |             |         |            | Buenos Aires     | Buenos Aires     | 0                |  |
|  |              |              |             |         |            | Austral          | Austral          | 24               |  |
|  |              |              |             |         |            | Austral          | Austral          | 24               |  |
|  |              |              |             |         |            |                  |                  |                  |  |

### Copa de Bronce
|  | Semifinales | Semifinales | Semifinales |        |       | Final Bronce      | Final Bronce      | Final Bronce      |  |
|  |             |             |             |        |       |                   |                   |                   |  |
|  |             |             |             |        |       |                   |                   |                   |  |
|  | Jujuy       | Jujuy       | 0           |        |       |                   |                   |                   |  |
|  | Jujuy       | Jujuy       | 0           |        |       |                   |                   |                   |  |
|  | Salta       | Salta       | 25          |        |       |                   |                   |                   |  |
|  | Salta       | Salta       | 25          |        | Salta | Salta             | 10                |                   |  |
|  |             |             |             |        | Salta | Salta             | 10                |                   |  |
|  |             |             | Andina      | Andina | 22    |                   |                   |                   |  |
|  | Rosario     | Rosario     | Andina      | Andina | 22    | 7                 |                   |                   |  |
|  | Rosario     | Rosario     |             |        |       | 7                 |                   |                   |  |
|  | Andina      | Andina      | 22          |        |       | Final 11.° puesto | Final 11.° puesto | Final 11.° puesto |  |
|  | Andina      | Andina      | 22          |        |       | Final 11.° puesto | Final 11.° puesto | Final 11.° puesto |  |
|  |             |             |             |        |       |                   |                   |                   |  |
|  |             |             |             |        |       | Jujuy             | Jujuy             | 0                 |  |
|  |             |             |             |        |       | Jujuy             | Jujuy             | 0                 |  |
|  |             |             |             |        |       | Rosario           | Rosario           | 20                |  |
|  |             |             |             |        |       | Rosario           | Rosario           | 20                |  |
|  |             |             |             |        |       |                   |                   |                   |  |

## Tabla de posiciones
Las posiciones finales al terminar el campeonato:
| 1.°  | Misiones     | 4 | 0 | 0 | 121 | 22  | +99  |
| 2.°  | Tucumán      | 3 | 0 | 1 | 119 | 26  | +93  |
| 3.°  | Oeste        | 3 | 0 | 1 | 79  | 30  | +49  |
| 4.°  | Entre Ríos   | 2 | 0 | 2 | 41  | 70  | -29  |
| 5.°  | Alto Valle   | 3 | 0 | 1 | 106 | 40  | +66  |
| 6.°  | Córdoba      | 2 | 0 | 2 | 35  | 67  | -32  |
| 7.°  | Austral      | 2 | 0 | 2 | 82  | 41  | +41  |
| 8.°  | Buenos Aires | 1 | 0 | 3 | 20  | 83  | -63  |
| 9.°  | Andina       | 2 | 0 | 2 | 64  | 46  | +18  |
| 10.° | Salta        | 1 | 0 | 3 | 40  | 54  | -14  |
| 11.° | Rosario      | 1 | 0 | 3 | 27  | 108 | -81  |
| 12.° | Jujuy        | 0 | 0 | 4 | 0   | 147 | -147 |

|  | Campeón Copa de Oro.    |
|  | Campeón Copa de Plata.  |
|  | Campeón Copa de Bronce. |

| Bandera de la Provincia de Misiones |
| Misiones Campeón                    |
| Primer título                       |